# Hydrillodes erythusalis
Hydrillodes erythusalis är en fjärilsart som beskrevs av Walker 1859. Hydrillodes erythusalis ingår i släktet Hydrillodes och familjen nattflyn. Inga underarter finns listade i Catalogue of Life.